# Cabo Fegalo
Cabo Fegalo (también denominado Cap Figalo, Cabo Figalo o Figaro) se encuentra en Argelia, en el municipio de El Messaid, Provincia de Aín Temushent, en la parte norte del país, a 400 km al oeste de Argel, la capital.
La tierra en Cabo Figalo es principalmente montañosa, pero en el sureste es plana. Al noroeste, el mar está más cerca de Cap Fegalo.  El punto más alto en el área tiene una elevación de 221 metros y está a 1 km al este de Cabo Figalo. Lacana es El Amria, 17.1 km al este de Cap Figalo.
Hay alrededor de 134 personas por kilómetro cuadrado alrededor de Cap Figalo, con una población relativamente escasa. El clima es templado . La temperatura promedio es de 20 °C. El mes más caluroso es julio, con 30 °C, y febrero el más frío, con 10 °C. La precipitación media es de 572 milímetros por año. El mes más lluvioso es noviembre, con 115 milímetros de lluvia, y el meno lluvioso agosto, con 2 milímetros.
Marca el límite sureste del mar de Alborán, el mar más occidental del Mediterráneo.